# Digimon Tamers
Digimon Tamers (デジモンテイマーズ (Số mã bảo bối Tuần thú sư Chi vương) Dejimon Teimāzu), hay còn gọi là Digimon: Digital Monsters là loạt phim anime thứ ba trong Digimon được sản xuất bởi Toei Animation. Tamers được phát sóng tại Nhật Bản từ 1 tháng 4 năm 2001 đến 31 tháng 3 năm 2002. Câu chuyện đa phần xảy ra ở ngay chính thế giới thực của chúng ta, nơi các Digimon được thịnh hành trên những phương tiện giải trí cũng như truyền thông như trò chơi điện tử, bộ sưu tập thẻ và anime, đặc biệt là hai series anime trước là Adventure và 02. Một nhóm bạn nhỏ là những người nghiện trò chơi thẻ Digimon đã vượt qua mọi rào cản về công nghệ và mạng lưới thông tin để hiện thực hóa các Digimon đồng hành của mình do chính mình tạo ra. Đa phần bối cảnh đều ở quận Shinjuku, Tokyo, một số chuyển qua thế giới kỹ thuật số nhưng không đáng kể. Ca khúc chủ đề mở đầu là bài "The Biggest Dreamer" do Wada Kouji trình bày. Hai bài hát kết thúc do AiM trình bày là bài "My Tomorrow"trong 23 tập đầu và bài "Days ~Aijou to Nichijou~" (Days~愛情と日常~ Days ~Aijō to Nichijō~) trong 28 tập sau. Các bài hát được lồng trong phim là bài "SLASH!!" do Oota Michihiko trình bày, bài "EVO" do Wild Child Bound trình bày, "One Vision" do Takayoshi Tanimoto thể hiện, "3 Primary Colors" do ba nhân vật chính Takato, Ruki và Lee Jenrya trình bày với giọng lồng tiếng từ các seiyuu Tsumura Makoto, Orikasa Fumiko và Yamaguchi Mayumi, "Kaze" (風) do Wada Kouji trình bày và "Starting Point" được trình bày bởi Wada Kouji, Maeda Ai và Oota Michihiko.

## Nội dung
Culumon bị văng ra ngoài thế giới thực trong trận đánh giữa hai digimon ở thế giới số, thực tế đó lại là một trận đấu thẻ bài của hai cậu bé Matsuda Takato và Shiota Hirokazu. Sự xuất hiện của Culumon đã khiến cuộc sống của những cậu bé này thay đổi hoàn toàn khi Takato phát hiện máy tính điểm thẻ bài của mình biến đổi thành D-arc sau khi cậu dùng nó để quét thẩm thẻ lam (Blue Card) mà cậu tìm thấy trong chồng thẻ bài. Chưa dừng lại đó, nó còn quét toàn bộ dữ liệu về một con digimon thể Trẻ con mà Takato nghĩ ra được gọi là Guilmon từ chính sổ tay của cậu. Thế là Guilmon xuất hiện bằng xương bằng thịt trước mặt Takato kể từ rày về sau thay vì trong trí tưởng tượng của chú bé. Từ khi Guilmon được sinh ra, cuộc sống Takato bị đảo lộn với bao nhiêu rắc rối từ con digimon này mà ra. Tuy nhiên nhờ sự hỗ trợ của Lee Jenrya đã giúp Takato giải quyết mọi rắc rối trên bằng cách tìm chỗ ở cho Guilmon, đồng thời tập cho Takato dần thích nghi với cuộc sống của một tamer với digimon đồng hành luôn sống chung với thế giới loài người và kiềm chế bản tính hiếu thắng của Makino Ruki khi cô truy lùng Guilmon để chiến đấu. Một thời sau, cả ba dần phát hiện ra sự tồn tại của Culumon cũng như biết được nguyên nhân vì sao digimon đồng hành của mình tiến hóa một cách vô tội vạ. Riêng Takato dù giữ kín digimon đồng hành của mình nhưng lại không thoát khỏi sự để ý của cô bé học cùng lớp, Katou Juri, và cô muốn cậu phải tiết lộ bí mật về Guilmon.
Tuy nhiên, sự xuất hiện ngày càng nhiều của Digimon đã để mắt tới tổ chức học thuật về Digimon gọi là Hypnos do Yamaki Mitsuo đứng đầu, đã âm thầm điều tra mọi hành động cũng như truy tìm toàn bộ manh mối liên quan. Yamaki lúc đầu quyết định xóa sổ toàn bộ digimon ở thế giới thực bằng cách tống khứ về thế giới số nhưng thất bại. Sự thất bại của Yamaki kéo theo lần lượt các digimon được cho là  Sứ giả dại diện cho Thần Linh gọi là Deva đến để thanh trừng loài người hạ đẳng, nhơ bẩn. Các Deva xuất hiện càng nhiều dẫn đến gây họa rất nhiều khắp quận Shinjuku. Để chống lại chúng, Takato, Jen và  Ruki phải dùng sức mạnh của Culumon cùng với tấm thẻ lam để tiến hóa lên thể Hoàn hảo để đánh bại lần lượt phần lớn Deva ở thế giới thực. Trong lúc này, một số digimon khác xuất hiện hỗ trợ nhóm Takato tiêu diệt Deva, trong đó có Leomon đã bị Juri tìm mọi cách để níu kéo từ khi đánh bại một trong số Deva là Kumbhiramon vì cô muốn trở thành tamer như Takato và đồng đội. Lúc đầu Leomon tìm cách né tránh nhưng sau đó chấp nhận trở thành digimon đồng hành của Juri. Dù trận chiến ở thế giới thực kết thúc nhưng do sự sơ hở của Juri, Hirokazu và Kitagawa Kenta, một Deva khác là Makuramon sau nhiều ngày theo dõi đã nhân cơ hội bắt Culumon về thế giới số. Mọi digimon đồng hành tấn công giải cứu nhưng không thành. Sau một thời gian bí mật điều tra, Yamaki khám phá được mội quan hệ giữa Takato, Ruki và Jen với các Digimon của mấy cô cậu này, rồi ông quyết định tìm Takato để đưa cho cậu thiết bị liên lạc với mình khi biết câu và nhóm bạn có ý định đến thế giới số. Guilmon tìm thấy một con đường dẫn đến thế giới số ở dưới đáy hố do nó đào lên. Vậy là nhóm bạn Takato quyết định lên đường đến đó.

## Sản xuất

### Phân vai lồng tiếng
| Nhân vật          | Diễn viên lồng tiếng Nhật | Diễn viên lồng tiếng Anh |
| ----------------- | ------------------------- | ------------------------ |
| Matsuda Takato    | Tsumura Makoto            | Brian Beacock            |
| Makino Ruki       | Orikasa Fumiko            | Melissa Fahn             |
| Lee Jenrya        | Yamaguchi Mayumi          | Dave Wittenberg          |
| Katou Juri        | Asada Yoko                | Bridget Hoffman          |
| Shiota Hirokazu   | Tamaki Yukiko             | Brad MacDonald           |
| Kitagawa Kenta    | Aoyama Touko              | Steven Blum              |
| Akiyama Ryo       | Kanemaru Jun'ichi         | Steve Staley             |
| Lee Shiuchon      | Nagano Ai                 | Peggy O'Neal             |
| Ai                | Tereda Haruhi             | Rebecca Forstadt         |
| Makoto            | Matsumoto Miwa            | Wendee Lee               |
| Guilmon           | Nozawa Masako             | Steven Jay Blum          |
| Terriermon        | Tada Aoi                  | Mona Marshall            |
| Lopmon            | Tada Aoi                  | Michelle Ruff            |
| Renamon           | Imai Yuka                 | Mari Devon               |
| Leomon            | Hirata Hiroaki            | Paul St. Peter           |
| Guardromon        | Yanada Kiyoyuki           | Richard Cansino          |
| MarinAngemon      | Iwamura Ai                | Wendee Lee               |
| Cyberdramon       | Seta Ikkei                | Lex Lang                 |
| Impmon            | Takahashi Hiroki          | Derek Stephen Prince     |
| Culumon (Calumon) | Kaneda Tomoko             | Brianne Siddall          |